# اچ‌ام‌اس هاو (۳۲)
اچ‌ام‌اس هاو (۳۲) (به انگلیسی: HMS Howe (32)) یک کشتی بود. این کشتی در سال ۱۹۴۰ ساخته شد.